# Concert du nouvel an 2026 à Vienne
Le concert du nouvel an 2026 de l'orchestre philharmonique de Vienne, qui a lieu le 1er janvier 2026, est le 86e concert du nouvel an donné au Musikverein, à Vienne, en Autriche.
Le 1er janvier 2025, l’orchestre philharmonique de Vienne communique le nom du chef qui dirigera le concert à venir : il s'agit pour la première fois de Yannick Nézet-Séguin,.

## Programme
Œuvres de la famille Strauss, entre autres.

### Rappels
Sauf imprévu de dernière minute, les deux airs suivants sont joués à la fin de chaque concert du nouvel an :
- Johann Strauss II : Le Beau Danube bleu, valse, op. 314
- Johann Strauss : la Marche de Radetzky, marche, op. 228